# Paszkowa
Paszkowa – polana w Paśmie Radziejowej w Beskidzie Sądeckim. Na niektórych mapach opisana jest błędnie jako Mała Lachówka, na mapie Geoportalu jako część lasu. Znajduje się na północnym skłonie grzbietu odchodzącego na północny wschód od szczytu Wielkiej Prehyby (1193 m). Ma nieregularny kształt i wiele zaułków. Z dolnej części polany wypływają źródła Grabowskiego Potoku Administracyjnie należy do wsi Przysietnica w województwie małopolskim, w powiecie nowosądeckim, w gminie Stary Sącz.
Paszkowa już nie jest użytkowana gospodarczo, jednak nie jest sztucznie zalesiana. Dzięki temu rozciągają się z niej szerokie widoki na Kotlinę Sądecką, Beskid Wyspowy i zachodnią część Pasma Jaworzyny. Znajduje się tuż przy szlaku turystycznym biegnącym lesistym grzbietem (ze szlaku polana jest słabo widoczna). W górnym końcu polany ławki dla turystów. Na polanie znajduje się stanowisko rzadkiego w Polsce gatunku rośliny – koniczyny pannońskiej.

## Szlak turystyczny
zielony: Barcice – Paszkowa – Wdżary Wyżne. Nieco poniżej polany skrzyżowanie z żółtym szlakiem przez polanę Kanarkówka do Rytra.